# Julius Thole
Julius Thole (Hamburg, 17 mei 1997) is een voormalig Duits volleyballer en beachvolleyballer. In deze laatste discipline won hij met Clemens Wickler een zilveren medaille bij de wereldkampioenschappen.

## Carrière
Thole is sinds 2010 in het beachvolleybal actief. Met Sven Winter werd hij in 2014 in Kiel Duits kampioen onder 19 en in Kristiansand Europees kampioen onder 18. Daarnaast eindigde hij met Felix Göbert als negende bij de wereldkampioenschappen onder 19 in Porto. Het seizoen daarop speelde hij verschillende wedstrijden in de Smart Beach Tour met Max-Jonas Karpa en werd hij met Eric Stadie zesde bij de EK onder 20 in Larnaka. Vervolgens vormde hij twee jaar een team met Lorenz Schümann. In 2016 maakte Thole in Hamburg met Schümann zijn debuut in de FIVB World Tour. Het duo eindigde verder als negende bij de Duitse kampioenschappen. Met Winter behaalde hij een vijfde plaats bij de EK onder 20 in Antalya en met Stadie werd hij negende bij de EK onder 22 in Thessaloniki. Het daaropvolgende jaar namen Thole en Schümann deel aan acht toernooien in de World Tour. Het duo behaalde een vierde plaats op Kish en een vijfde plaats in Espinho.  Bij de EK in Jūrmala bereikten ze de achtste finale waar ze werden uitgeschakeld door de Italianen Alex Ranghieri en Adrian Carambula. Bij de nationale kampioenschappen werden ze vierde. Daarnaast deed hij met Lukas Pfretzschner mee aan de WK onder 19 in Nanjing waar het tweetal als negende eindigde.
Sinds 2018 vormt Thole een team met Clemens Wickler. Ze namen dat jaar deel aan twaalf reguliere FIVB-toernooien waar ze viermaal een toptienklassering behaalden. In Espinho haalden ze tevens voor het eerst het podium in de World Tour door als derde te eindigen. Aan het eind van het seizoen behaalde het duo bij de World Tour Finals in Hamburg de vierde plaats. Bovendien wonnen ze in Timmendorfer Strand de Duitse titel ten koste van Philipp Arne Bergmann en Yannick Harms. Het seizoen daarop speelde het duo zeven wedstrijden in de World Tour waarbij zesmaal een toptienklassering behaald werd. In Den Haag eindigden ze met een tweede plek op het podium. Bij de WK in eigen land bereikten Thole en Wickler de finale. Deze werd verloren van het Russische duo Oleg Stojanovski en Vjatsjeslav Krasilnikov waardoor ze genoegen moesten nemen met het zilver. Na afloop nam het duo deel aan drie reguliere FIVB-toernooien met een derde plaats in Moskou als beste resultaat. Bij de EK bereikten ze de kwartfinale waar ze werden uitgeschakeld door de Noren Anders Mol en Christian Sørum. Ze sloten het seizoen af met een tweede plaats bij de World Tour Finals in Rome. Het jaar daarop wonnen Thole en Wickler opnieuw de nationale titel, maar kwamen ze bij de EK in Jūrmala niet verder dan de zestiende finale. In 2021 speelde Thole in aanloop naar de Spelen vijf wedstrijden in de World Tour waarvan drie met Wickler en twee met Harms. In Tokio bereikten Thole en Wickler bij de Olympische Spelen de kwartfinale die ze verloren van Krasilnikov en Stojanovski, waardoor ze als vijfde eindigden. Bij de EK in Wenen strandde het duo in de achtste finale tegen het Poolse tweetal Piotr Kantor en Bartosz Łosiak en bij de NK eindigden ze als derde. In oktober 2021 maakt Thole bekend met beachvolleybal te stoppen om zich te richten op zijn rechtenstudie.

## Palmares
Kampioenschappen
- 2014:  EK U18
- 2018:  NK
- 2019:  WK
- 2020:  NK
- 2021: 5e OS
- 2021:  NK

FIVB World Tour
- 2018:  4* Espinho
- 2019:  4* Den Haag
- 2019:  4* Moskou
- 2019:  World Tour Finals Rome